# Pozsonyzávod
Pozsonyzávod (szlovákul Závod) község Szlovákiában, a Pozsonyi kerületben, a Malackai járásban.

## Fekvése
Malackától 12 km-re északra található.

## Története
A település első írásos említése "Zabod" alakban 1557-ből származik, de régi templomát már 1339-ben és 1450-ben is említik. Az adóösszeírások szerint Éleskő várának uradalmához tartozott. 1665-ben Závodon 45 család élt. 1720-ban 38 adózó háztartása volt. 1828-ban 320 házában 2305 lakos élt, akik főként mezőgazdasággal foglalkoztak.
Vályi András szerint „ZAVOD. Tót falu Pozsony Várm. földes Ura Gróf Batthyáni Uraság, lakosai katolikusok, síkos határja 3 nyomásbéli, rozsot, árpát, és kendert terem, szőleje, réttye van, piatza Nagy-Lévárdon.”
Fényes Elek szerint „Závod, Poson vm. tót f. a sasvári, vagy holicsi országutban, N. Lévárdhoz 1/2 órányira: 1300 kath., 25 zsidó lak., kath. paroch. templom, róna jól mivelt határral, erdővel. F. u. gr. Batthyáni János örök. Ut. p. Szent János.”
A trianoni békeszerződésig Pozsony vármegye Malackai járásához tartozott.

## Népessége
| Év:            | 1994. | 2004.   | 2014.   | 2024.   |
| -------------- | ----- | ------- | ------- | ------- |
| Emberek száma: | 2532  | 2664    | 2792    | 2938    |
| Eltérés:       |       | +5,21 % | +4,80 % | +5,22 % |

| Év:            | 2023. | 2024.   |
| -------------- | ----- | ------- |
| Emberek száma: | 2956  | 2938    |
| Eltérés:       |       | -0,60 % |

1910-ben 1840, túlnyomóan szlovák lakosa volt.
2011-ben 2699 lakosából 2574 szlovák.

## Nevezetességei
- Szűz Mária Neve tiszteletére szentelt gótikus római katolikus temploma 1339-ben épült. 1777-ben megújították.
- Mihály arkangyal tiszteletére szentelt neogótikus, római katolikus temploma 1899-ben épült.

## Külső hivatkozások
- Községinfó
- Pozsonyzávod Szlovákia térképén
- E-obce.sk Archiválva 2014. február 18-i dátummal a Wayback Machine-ben
- A község a régió honlapján